# Qiongjiang Hu
Qiongjiang Hu (chinesisch 琼浆湖) ist ein kleiner See auf Nelson Island im Archipel der Südlichen Shetlandinseln. Er liegt auf der Westseite der Basis des Taiyang Shan auf der Stansbury-Halbinsel. Sein Überlauf ist der Qiongjiang Xi.
Chinesische Wissenschaftler benannten den See 1986 deskriptiv im Zuge von Vermessungs- und Kartierungsarbeiten.